# Shlomo Ravitz
Pour les articles homonymes, voir Ravitz.
Shlomo Ravitz, né en 1885 à Novogrudok (Navahroudak) en Russie, aujourd'hui en Biélorussie, et mort le 28 décembre 1980 à Tel Aviv en Israël, est un hazzan d'origine russe qui pratique dans diverses communautés en Europe et en Afrique du Sud avant d'immigrer en Palestine mandataire en 1932. Il devient un hazzan célèbre à Tel Aviv.

## Biographie
Shlomo Ravitz est né en 1885 à Novogrudok, en Russie, (Navahroudak), aujourd'hui en Biélorussie.

### Études
Il étudie la musique dès l'âge de 15 ans à Vienne.

### Hazzan en Europe et en Afrique du Sud
Il devient Hazzan à Riga en Lettonie, puis à Johannesburg en Afrique du Sud.

### Israël
Il immigre en Palestine mandataire en 1932.
Il devient le Hazzan de la synagogue Ohel Shem à Tel Aviv. Il chante et dirige  chaque semaine une chorale à l'Oneg Shabbat organisé par Haïm Nahman Bialik.
Il devient ensuite le Hazzan principal de la grande synagogue de Tel Aviv, le Beit Knesset Hagadol.
Il dirige le Séminaire Selah pour Hazzanim.

## Œuvres
- Yalkut Zemirot (1954[3])
- Kol Yisrael, 2 vols. (1964[3])

## Élèves
- Michael Dushinsky[5]
- Dudu Fisher[6]
- Naftali Hershtik[7]
- Simcha Kussevitsky[8]
- Yosef Malovany[9],[10]
- Yaakov Motzen[11]
- Gavriel Nachum Oren[12]
- Israel Rand[13]
- Mordechai Sobol

## Honneurs
En 1978, Shlomo Ravitz est nommé citoyen distingué de Tel Aviv